# Michael Oliver (Schiedsrichter)
Michael Oliver (* 20. Februar 1985 in Ashington, Northumberland, Vereinigtes Königreich) ist ein englischer Fußballschiedsrichter. Seit 2012 steht er auf der FIFA-Liste.

## Leben
Oliver kam durch seinen Vater Clive, ebenfalls Schiedsrichter, mit 14 Jahren zur Schiedsrichterei. Gemeinsam mit seinem Vater arbeitete er zunächst in der Versicherungsbranche, seit 2010 ist er hauptberuflich als Schiedsrichter tätig. Seine Frau Lucy ist ebenfalls Schiedsrichterin und pfeift in der höchsten Frauenliga, der FA Women’s Super League.

## Karriere als Schiedsrichter

### Nationaler Aufstieg (seit 2007)
Oliver hält mehrere Altersrekorde britischer Schiedsrichter. Bereits 2007 gelang ihm der Aufstieg auf die National List, der zur Spielleitungen in den höchsten Spielklassen (mit Ausnahme der Premier League) berechtigt. So ist er (Stand Dezember 2020) der jüngste Schiedsrichterassistent sowie jüngster Schiedsrichter, der jemals in der English Football League (EFL), dem Unterbau der Premier League zum Einsatz kam. Seit seinem Einsatz bei den Aufstiegsplay-offs  2007 ist er darüber hinaus der jüngste Schiedsrichter, der mit einer Spielleitung in Wembley betraut wurde. Zu einer weiteren Besonderheit kam es 2009, als innerhalb von 24 Stunden sowohl sein Vater Clive als auch Michael Oliver selbst ein EFL-Aufstiegsplay-off leiteten, das erste Vater-Sohn-Duo, dem dies gelang.
Im Januar 2010 hätte er sein Debüt in der höchsten englischen Spielklasse, der Premier League feiern sollen, das Spiel musste allerdings wegen schlechten Wetters abgesagt werden. Sein erster Einsatz in der Premier League erfolgte schließlich im August 2010 bei der Begegnung zwischen Birmingham City und den Blackburn Rovers. Mit 25 Jahren und 182 Tagen stellte er damit einen neuen Rekord für den jüngsten Premier-League-Schiedsrichter auf, der bis heute Bestand hat. Seitdem wurde er bei knapp 400 Ligaspielen eingesetzt sowie mit der Leitung der Finalspiele des FA Community Shields 2014, des englischen Ligapokals 2015/16 sowie des FA Cup 2017/18 und 2020/21 betraut.

### Internationale Anfänge (2013 – 2021)
2012 wurde Oliver für die FIFA-Liste nominiert, die zur Leitung internationaler Begegnungen berechtigt. Sein internationales Debüt gab er im Mai 2012 bei einem U-19-Qualifikationsspiel zwischen Spanien und Italien. Sein erstes A-Länderspiel folgte im Februar 2013 mit dem Freundschaftsspiel zwischen Südkorea und Kroatien. Im Juli 2012 wurde er erstmals für einen europäischen Vereinswettbewerb angesetzt und leitete das Spiel in der 2. Qualifikationsrunde zur UEFA Champions League 2012/2013 zwischen Śląsk Wrocław und Budućnost Podgorica. Er kommt regelmäßig in Gruppen- und K.O.-Spielen vom Champions- und UEFA Europa League zum Einsatz. Nachdem im Viertelfinalrückspiel der Saison 2017/18 Juventus Turin gegen Real Madrid durch einen Elfmeter in der Nachspielzeit ausgeschieden und der Turiner Torhüter Gianluigi Buffon wegen Schiedsrichterbeleidigung des Feldes verwiesen worden war, wurde Oliver im Nachgang durch verschiedene Spieler von Juventus Turin, darunter Buffon, und die italienischen Medien verbal attackiert. Olivers Frau Lucy erhielt bedrohende Textnachrichten, nachdem ihre Nummer in sozialen Medien veröffentlicht worden war. Zudem ermittelten englische Polizeibehörden gegen Juventus-Fans, die mehrfach an die Tür des gemeinsamen Hauses geschlagen haben sollen.
Einen ersten internationalen Karrierehöhepunkt stellte die Nominierung als Schiedsrichter für die U-17-Fußball-Weltmeisterschaft 2015 in Chile dar, wo er unter anderem mit der Leitung des Endspiels zwischen Mali und dem schließlichen Turniersieger Nigeria betraut wurde. Auch für die U-20-Fußball-Weltmeisterschaft 2019 in Polen wurde er berufen, dort kam er bei insgesamt drei Spielen, darunter ein Halbfinale, zum Einsatz.

### Teil der Schiedsrichter-Elite (seit 2021)
Für die Europameisterschaft 2021 wurde er von der UEFA als einer von 19 Hauptschiedsrichtern nominiert. Nach zwei Einsätzen in der Gruppenphase leitete Oliver das Viertelfinale zwischen der Schweiz und Spanien, in dessen Verlauf er gegen den Schweizer Remo Freuler einen als kontrovers empfundenen Feldverweis aussprach. Im Anschluss sahen er und seine Frau sich erneut Anfeindungen und Morddrohungen in sozialen Netzwerken ausgesetzt.
Im August 2022 wurde er mit der Spielleitung des UEFA Super Cups zwischen Real Madrid und Eintracht Frankfurt betraut.
Bei der Weltmeisterschaft 2022 stand er als einer von 36 Hauptschiedsrichtern zum ersten Mal im Unparteiischen-Aufgebot bei einer Herren-WM. Insgesamt leitete er drei Partien, darunter ein Viertelfinale. Als Assistenten begleiteten ihn, wie bereits bei der Europameisterschaft, Stuart Burt und Simon Bennett. Letzterer wurde im Viertelfinale durch Gary Beswick aus Anthony Taylors Gespann ersetzt.
Bei der Europameisterschaft 2024 in Deutschland gehörte er mit seinen Assistenten Stuart Burt und Dan Cook erneut zum Schiedsrichterkader des Kontinentalwettbewerbs. Dort leitete das Gespann insgesamt vier Partien, nach zwei Einsätzen in der Gruppenphase folgte das deutsche Achtelfinale gegen Dänemark, in dem er nach Intervention des Video-Assistenten, den dänischen Führungstreffer wegen einer Abseitsstellung aberkannte und wenige Minuten später Deutschland einen Handelfmeter zusprach. Auch im Viertelfinale wurde Oliver eingesetzt und ist dadurch mit 7 Spielleitungen bei Europameisterschaften Englands Rekordschiedsrichter in dieser Disziplin.
Im Sommer 2025 leitete er zwei Spiele bei der FIFA-Klub-Weltmeisterschaft 2025 in den USA. Neben Stammassistent Burt assistierte ihm dabei James Mainwaring.

### Einsätze bei Turnieren
- U19-Europameisterschaft 2013 in Lettland
- U17-Weltmeisterschaft 2015 in Chile
- U20-Weltmeisterschaft 2019 in Polen
- Europameisterschaft 2021 in 11 Ländern Europas und Asiens

| Phase         | Datum         | Spielort         | Heimmannschaft | Gastmannschaft | Ergebnis                        |
| ------------- | ------------- | ---------------- | -------------- | -------------- | ------------------------------- |
| Gruppenphase  | 19. Juni 2021 | Budapest         | Ungarn         | Frankreich     | 1:1 (1:0)                       |
| Gruppenphase  | 23. Juni 2021 | Sankt Petersburg | Schweden       | Polen          | 3:2 (1:0)                       |
| Viertelfinale | 2. Juli 2021  | Sankt Petersburg | Schweiz        | Spanien        | 1:1 n. V. (1:1, 0:1), 1:3 i. E. |

- Weltmeisterschaft 2022 in Katar

| Phase         | Datum         | Spielort  | Heimmannschaft | Gastmannschaft | Ergebnis                   |
| ------------- | ------------- | --------- | -------------- | -------------- | -------------------------- |
| Gruppenphase  | 27. Nov. 2022 | ar-Rayyan | Japan          | Costa Rica     | 0:1 (0:0)                  |
| Gruppenphase  | 30. Nov. 2022 | Lusail    | Saudi-Arabien  | Mexiko         | 1:2 (0:0)                  |
| Viertelfinale | 9. Dez. 2022  | ar-Rayyan | Kroatien       | Brasilien      | 1:1 n. V. (0:0), 4:2 i. E. |

- Europameisterschaft 2024 in Deutschland

| Phase         | Datum         | Spielort   | Heimmannschaft | Gastmannschaft | Ergebnis             |
| ------------- | ------------- | ---------- | -------------- | -------------- | -------------------- |
| Gruppenphase  | 15. Juni 2024 | Berlin     | Spanien        | Kroatien       | 3:0 (3:0)            |
| Gruppenphase  | 21. Juni 2024 | Düsseldorf | Slowakei       | Ukraine        | 1:2 (1:0)            |
| Achtelfinale  | 29. Juni 2024 | Dortmund   | Deutschland    | Dänemark       | 2:0 (0:0)            |
| Viertelfinale | 5. Juli 2024  | Hamburg    | Portugal       | Frankreich     | 0:0 n. V.; 3:5 n. E. |

- FIFA-Klub-Weltmeisterschaft 2025 in den USA